# Promozione Calabria 1952-1953
La Promozione fu il massimo campionato regionale di calcio disputato in Calabria nella stagione 1952-1953.
La nuova massima categoria regionale presentava caratteristiche innovative, dato che pur essendo gestita dalle leghe regionali, a differenza del passato la formula del torneo era decisa direttamente dalla FIGC. A ciascun girone, che garantiva al suo vincitore la promozione in IV Serie a condizione di soddisfare le condizioni economiche richieste dai regolamenti, partecipavano sedici squadre, ed era prevista la retrocessione delle quattro peggio piazzate, anche se erano possibili aggiustamenti automatici per ripartire fra le appropriate sedi locali le squadre discendenti dalla IV Serie. Nel caso particolare, tuttavia, non essendo stata in grado la Lega Regionale Calabra di raccogliere sufficienti iscrizioni, per garantire comunque la regolarità di questo torneo a tredici squadre, si programmò la retrocessione delle ultime due classificate.
Questi sono i gironi organizzati dalla Lega Regionale Calabra per la regione Calabria.

## Squadre partecipanti
| Club                       | Città (provincia)          | Stagione precedente |
| -------------------------- | -------------------------- | ------------------- |
| U.S. Bagnarese             | Bagnara Calabra (RC)       |                     |
| Soc. La Sportiva Cariatese | Cariati (CS)               |                     |
| U.S. Castrovillari         | Castrovillari (CS)         |                     |
| A.C. Gioiese               | Gioia Tauro (RC)           |                     |
| S.S. Indomita              | Cosenza                    |                     |
| C.R.A.L. Juventus          | Tropea (CZ)                |                     |
| U.S. Paolana               | Paola (CS)                 |                     |
| Politano                   | Cosenza                    |                     |
| U.S. Praia                 | Praia a Mare (CS)          |                     |
| A.C. Rossanese             | Rossano (CS)               |                     |
| S.S. La Silana             | San Giovanni in Fiore (CS) |                     |
| U.S. Vibonese              | Vibo Valentia (CZ)         |                     |
| A.S. Vigor Nicastro        | Nicastro (CZ)              |                     |

## Classifica finale
|  | Pos. | Squadra            | Pt  | G   | V   | N  | P   | GF  | GS  | DR  |
|  | ---- | ------------------ | --- | --- | --- | -- | --- | --- | --- | --- |
|  | 1.   | Paolana            | 35  | 23  | 16  | 3  | 4   | 53  | 28  | +25 |
|  | 2.   | Gioiese            | 32  | 23  | 13  | 6  | 4   | 50  | 23  | +27 |
|  | 3.   | Vigor Nicastro     | 31  | 23  | 13  | 5  | 5   | 59  | 26  | +33 |
|  | 4.   | Vibonese           | 28  | 23  | 12  | 4  | 7   | 47  | 29  | +18 |
|  | 5.   | Rossanese          | 27  | 24  | 12  | 3  | 9   | 40  | 38  | +2  |
|  | 6.   | Juventus Tropea    | 27  | 24  | 11  | 5  | 8   | 50  | 36  | +14 |
|  | 6.   | Praia              | 27  | 24  | 9   | 9  | 6   | 39  | 24  | +15 |
|  | 8.   | Castrovillari (-1) | 23  | 24  | 9   | 6  | 9   | 48  | 40  | +8  |
|  | 9.   | Bagnarese          | 16  | 23  | 6   | 4  | 13  | 38  | 80  | -42 |
|  | 9.   | Indomita           | 16  | 23  | 5   | 6  | 12  | 39  | 65  | -26 |
|  | 11.  | Silana (-3)        | 15  | 24  | 6   | 6  | 12  | 29  | 50  | -21 |
|  | 12.  | Politano           | 13  | 22  | 5   | 3  | 14  | 27  | 55  | -28 |
|  | 13.  | Cariatese (-2)     | 8   | 24  | 5   | 0  | 19  | 27  | 52  | -25 |
|  |      |                    | 298 | 304 | 122 | 60 | 122 | 546 | 546 | 0   |

Legenda:
      Promosso in IV Serie 1953-1954.
      Retrocesso in Prima Divisione Calabra 1953-1954.
Regolamento:
Due punti a vittoria, uno a pareggio, zero a sconfitta.
Pari merito in caso di pari punti.
Note:
Mancano alcuni incontri di recupero non documentati.